# Сміттєвий таксон
Сміттєвий таксон — термін, що використовується в таксономії для позначення таксона, який виділений для приміщення туди організмів, які не підходять до інших суміжних груп (того ж рангу). 
Зазвичай сміттєвий таксон визначається неналежністю до інших таксонів або відсутністю однієї або кількох ознак. 
Сміттєві таксони, за визначенням, парафілетичні чи поліфілетичні, і тому не визнаються сучасними правилами таксономії.
Відома категорія — безхребетні, що поєднує всіх тварин без хребта. 
Інші приклади сміттєвих таксонів: протисти, текодонти. 
Іноді під час таксономічних ревізій сміттєві таксони переробляються із встановленням вужчих обмежень складу груп. 
Подібний підхід «врятував» Carnosauria та Megalosaurus. 
В інших випадках назва таксона виходить із вживання повністю, наприклад, рід Simia.
З концепцією сміттєвого таксона пов'язана концепція життєвої форми — групи, які об'єднані подібним способом життя, часто будучи генералістами, які набувають загального подібні форми тіла в результаті конвергентної еволюції. 
Едіакарська біота наразі може бути розбита тільки в такого роду таксони. 
Інший приклад — морські птахи.